# Delta Aquilae
Désignations
Delta Aquilae (δ Aql / δ Aquilae) est une étoile de la constellation de l'Aigle. 

## Nomenclature et histoire
Al Mizan I  est un nom aujourd’hui porté par δ Aql. C’est l’arabe الميزان al-Mīzān, « la Balance », qui correspond, dans le ciel arabe traditionnel, à αβγ Aql, mais qui est au groupe δηθ Aql par al-Qazwīnī (XIIIe s.) dans l’édition de Christian Ludwig Ideler (1806), qui donne la transcription ‘El-mizân’. Retranscrit ‘Al Mizân’ par Richard Allen (1899) , il passe comme nom propre sous la forme Al Mizan I chez Jack W. Rhoads qui nomme par ailleurs η Aql: Al Mizan II', et θ Aql: Al Mizan III. 

## Caractéristiques
La description du système de Delta Aquilae est complexe et ses éventuels compagnons ne font pas l'unanimité. Il s'agit d'une binaire astrométrique et spectroscopique dont les deux étoiles complètent une orbite avec une période de 3,422 ans et avec une excentricité de 0,36, telle que déterminée en 1989 et par la suite reprise dans le catalogue Hipparcos. Cependant, les techniques d'interférométrie n'ont pas été en mesure de résoudre la paire, même lorsque le pouvoir de résolution des instruments employés devait en théorie le permettre.
La composante visible, désignée δ Aql Aa, est une sous-géante jaune-blanche, de type spectral F0IV. Le satellite Hipparcos lui donne une parallaxe de 64,41 ± 1,00 mas, soit une distance de 50,6 ± 0,8 années-lumière de la Terre. Sa magnitude apparente étant de +3,36, elle possède une magnitude absolue de +2,43 ± 0,03. Elle semble être une variable de type δ Scuti avec une variation d'une période de 1,05 jour et une variation de seulement trois millièmes de magnitude.
δ Aquilae Aa a été suspectée d'être elle-même une binaire spectroscopique d'une période orbitale de 3,77 h. Cependant, des études ultérieures attribuent ces variations à de faibles pulsations de l'étoile en elle-même plutôt qu'à la présence d'un compagnon proche.
Delta Aquilae possède par ailleurs deux compagnons optiques recensés dans les catalogues d'étoiles doubles et multiples. δ Aql B est située, en date de 2016, à 137" de δ Aql A ; sa magnitude apparente est de 12,75. δ Aql C est située, en date de 2006, à 34,3" de δ Aql A et sa magnitude apparente est de 13,30. Il s'agit probablement de deux compagnons purement optiques.